# Tobías y el ángel
Tobias y el ángel es una escena bíblica (Libro de Tobías 6:2-9) y un tema iconográfico relativamente frecuente en el arte cristiano.
Tobías, hijo de Tobit, realiza un viaje con un personaje, del que no sabe su condición de ángel (se hace llamar ‹Azarías› aunque después se presenta como el arcángel Rafael), y éste le instruye lo que debe hacer con un pez gigante que pesca en el río Tigris, lo que le servirá más tarde.

## Iconografía

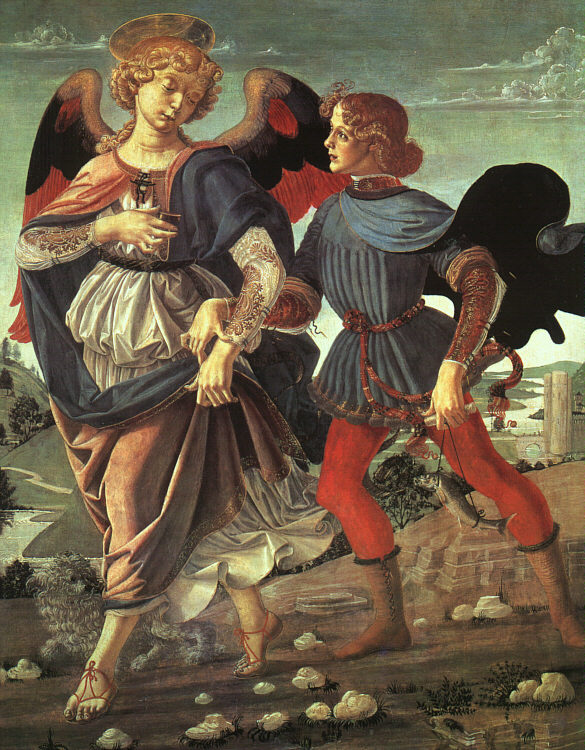
Tobías y el ángel de Verrocchio
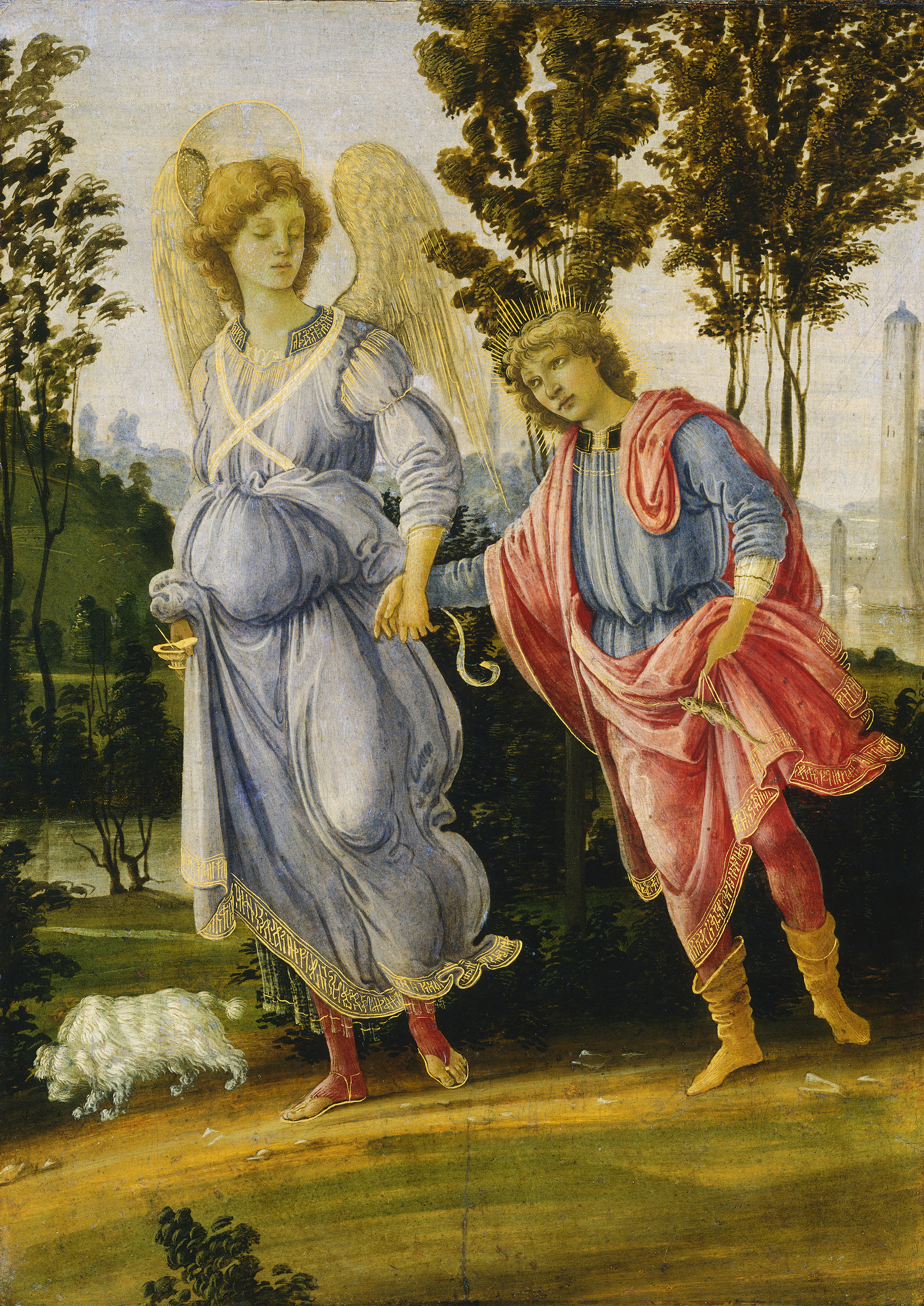
Tres ángeles y el joven Tobías, de Filippino Lippi
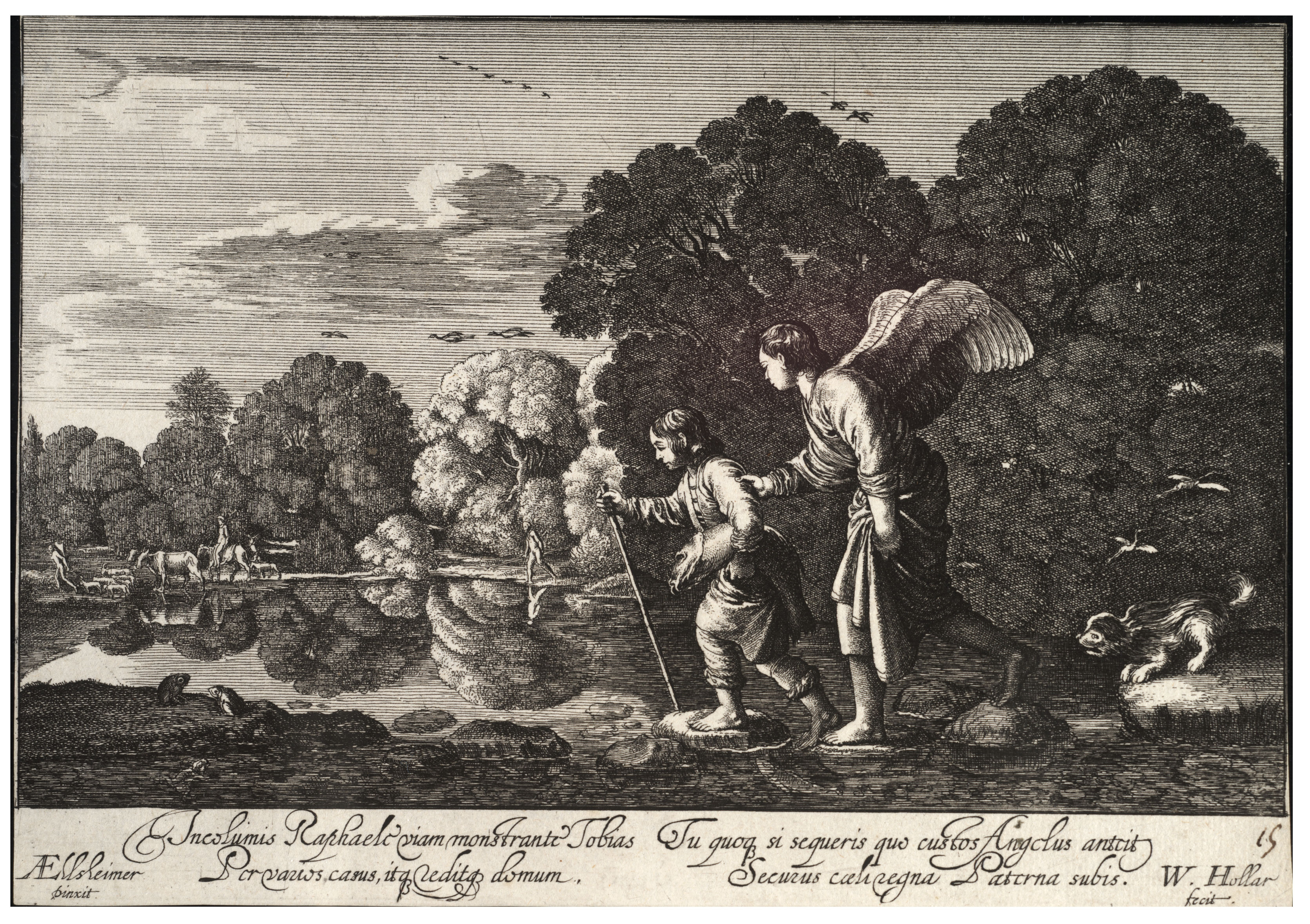
Wenzel Hollar
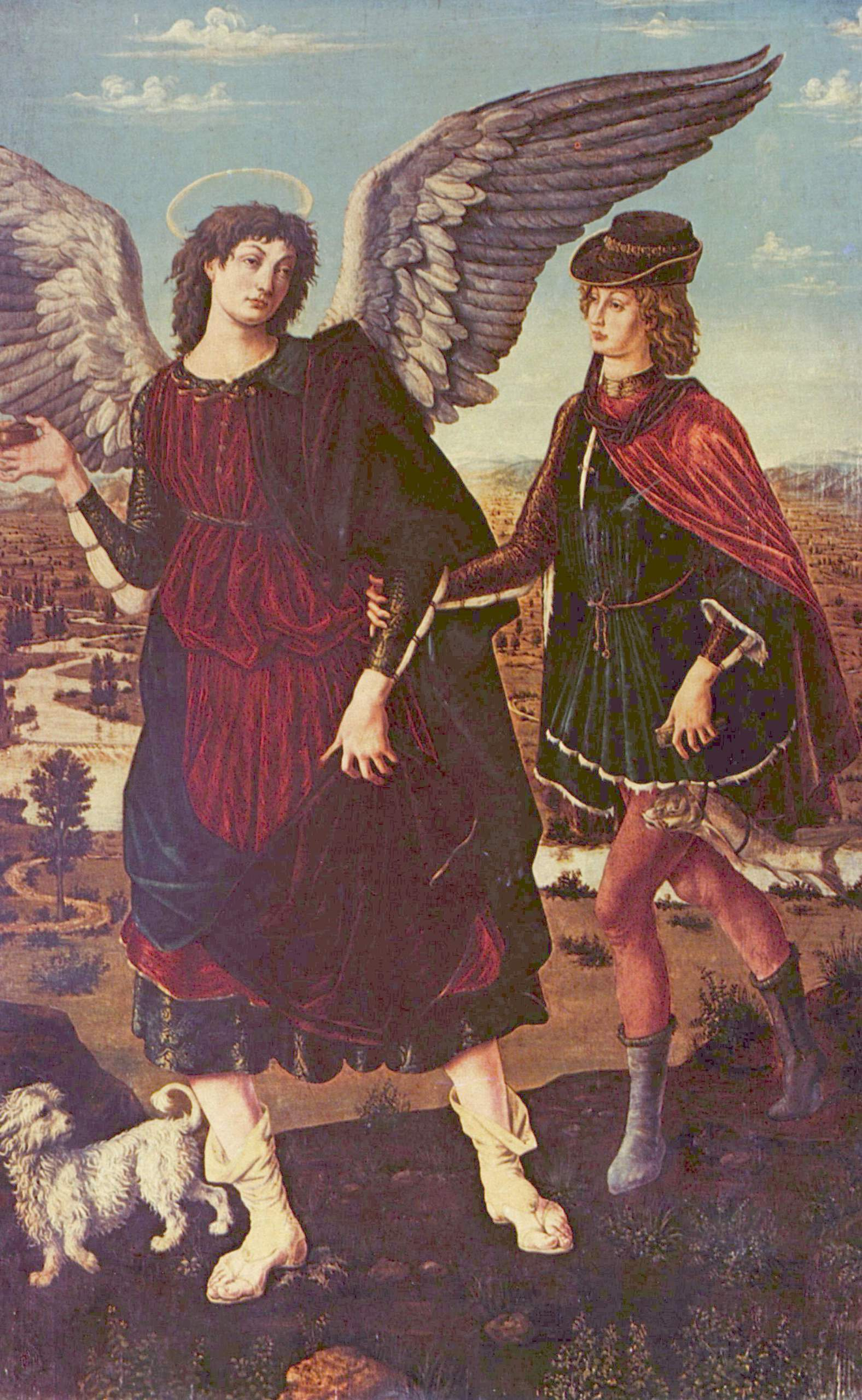
Piero y Antonio Pollaiuolo, Galleria Sabauda, Turín
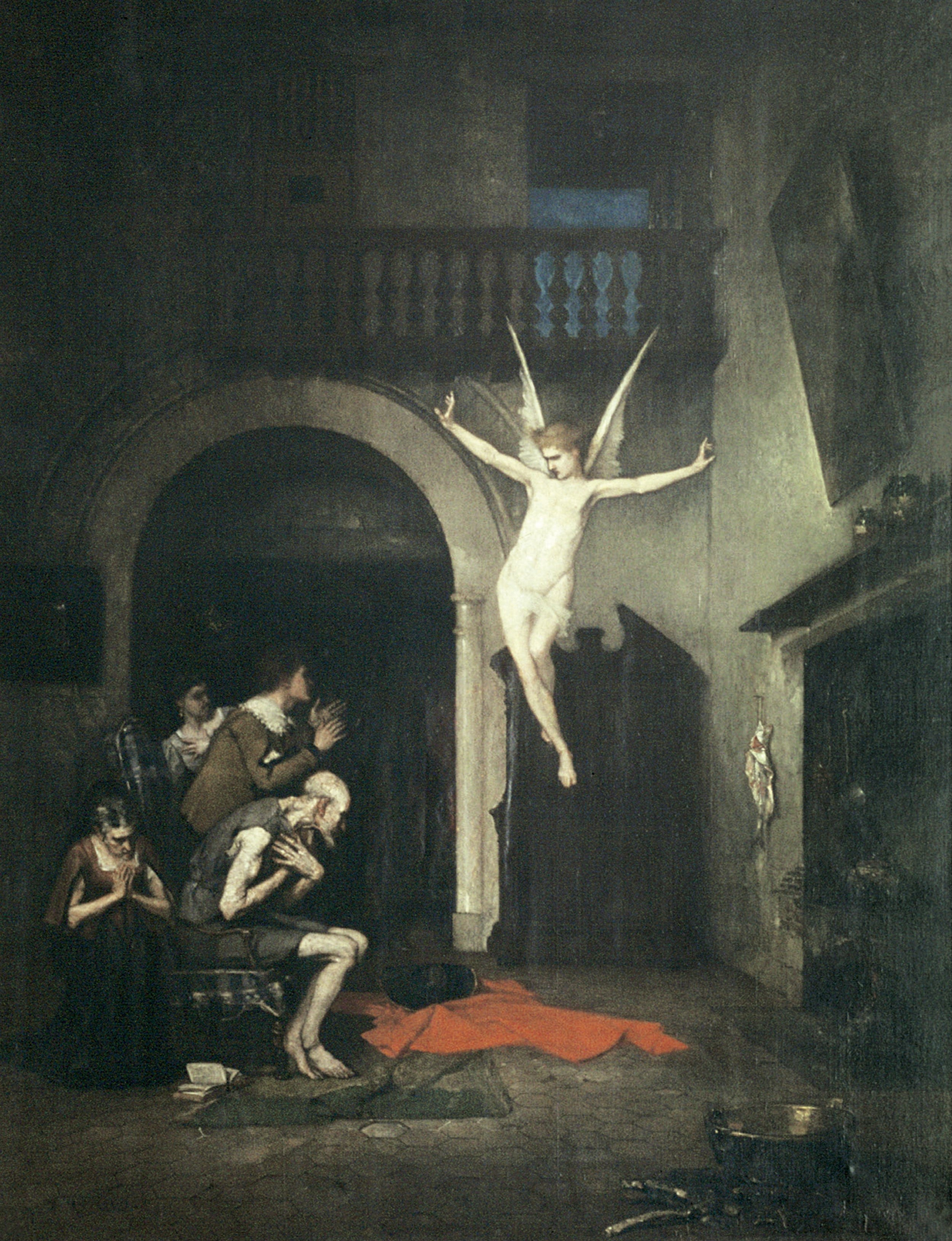
Aparición del ángel a la familia de Tobías (circa 1865) de Ignacio Merino

También hay un grabado de Hercules Pieterszoon Seghers y un cuadro, de 1875 de Evelyn De Morgan.

## Obras literarias
- Tobias and the Angel (1930), obra de teatro de James Bridie (1888-1951)
- Tobias y el ángel (ópera) (1999)
- Tobias and the Angel, 1975, novela de Frank Yerby